# René Caillié
René Caillié, född den 19 september 1799 i Mauzé-sur-le-Mignon (Deux-Sèvres), död den 17 maj 1838 i La Gripperie-Saint-Symphorien (Charente-Maritime), var en fransk upptäcktsresande.
Caillié blev berömd för den resa mars 1827-september 1828 under vilken han nådde fram till Timbuktu. Därigenom erövrade han det pris som geografiska sällskapet i Paris utlovat till den upptäcktsresande som kunde nå denna stad. Caillié genomförde sin äventyrliga resa ensam och med små hjälpmedel. Han reste förklädd till en ung egyptier som bortförts av fransmännen och som ville återvända till sitt hemland.